# Bergsgrav Station
Bergsgrav Station (Bergsgrav stasjon eller Bergsgrav holdeplass) er en jernbanestation på Nordlandsbanen, der ligger i Verdal kommune i Norge. Stationen består af krydsningsspor med en perron med læskur ved det ene spor og en mindre parkeringsplads.
Stationen blev oprettet som trinbræt i 1938. 6. december 1977 blev der etableret et fjernstyret krydsningsspor lige syd for stationen. I 2009 blev perronen erstattet af en ny ved krydsningssporet. Hvor den gamle perron havde ligget på den vestlige af sporet, kom den nye til at ligge på den østlige, så den kom til at vende ud mod byggegrundene i området.